# Ga Daecheong
Ga Daecheong là ga trên Tàu điện ngầm vùng thủ đô Seoul tuyến 3. Nó nằm ở Irwon-dong, Gangnam-gu, Seoul.

## Bố trí ga
| Hangnyeoul ↑ |
| \| N/B       |
| ↓ Irwon      |

| Hướng Bắc | ●Tuyến 3 | ← Hướng đi Daehwa  |
| Hướng Nam | ●Tuyến 3 | → Hướng đi Ogeum → |